# Ropica alboplagiata
Ropica alboplagiata là một loài bọ cánh cứng trong họ Cerambycidae.